# Euphorbia nephradenia
Euphorbia nephradenia là một loài thực vật có hoa trong họ Đại kích. Loài này được Barneby mô tả khoa học đầu tiên năm 1966.